# Берлінський міжнародний кінофестиваль 1952
2-й Берлінський міжнародний кінофестиваль пройшов з 12 по 25 червня 1952 року в Берліні. Міжнародна федерація асоціацій кінопродюсерів заборонила нагороджувати офіційними призами від журі. Заборона була знята в 1956 році, коли кінофестивалю було надано «А-статус». Нагороди були вручені через глядацьке голосування.
Золотим ведмедем було нагороджено фільм Вона танцювала лише одне літо шведського режисера Арне Матссона незважаючи на критику через показ оголеної сцени. Отелло Орсона Веллса був заборонений на фестивалі через його антинімецькі ремарки. На фестивалі також проходила ретроспектива німих фільмів. Найбільш помітним гостем Берлінале став Біллі Вайлдер — американський кінорежисер та сценарист.

## Конкурсні фільми
| Назва фільму                  | Оригінальна назва           | Режисер          | Країна              |
| Перфекціоніст                 | Un grand patron             | Ів Чампі         | Франція             |
| Заплач, улюблена країна       | Cry, the Beloved Country    | Золтан Корда     | Велика Британія     |
| Дружина на одну ніч           | Moglie per una notte        | Маріо Камеріні   | Італія              |
| Фанфан-тюльпан                | Fanfan la Tulipe            | Крістіан Жак     | Італія, Франція     |
| Расьомон                      | Rashômon                    | Куросава Акіра   | Японія              |
| Вона танцювала лише одне літо | Hon dansade en sommar       | Арне Маттссон    | Швеція              |
| Річка                         | The River                   | Жан Ренуар       | Франція, Індія, США |
| Під тисячею ліхтарів          | Under the Thousand Lanterns | Еріх Енгель      | ФРН, Франція        |
| Диво в Мілані                 | Miracolo a Milano           | Вітторіо де Сіка | Італія              |